# Виени
„Виени“ (на гръцки: Ξενοδοχείο «Βιέννη», Виена) е емблематичен хотел в град Солун, Гърция.

## Местоположение
Зданието е разположено на улица „Егнатия“ № 2-4.

## История
Сградата е построена в 1925 година по проект на гръцкия архитект Георгиос Камбанелос и по поръчка на по поръчка на господин Манолас, за да помещава офиси и жилищни пространства, а по-късно и става хотел клас „А“ с името „Виени“. Той е един от малкото хотели за времето си, който се управлява от собствениците и се превръща в един от най-луксозните и популярни хотели в епохата си. По това време балконът на хотела се използва за обръщения на политици към народа, вместо площад „Аристотел“, както е било преди това. Принадлежи към хотелите от клас „А“ заедно с „Атлас“, „Мегали Вретания“, „Минерва“, „Андромеда“ и „Неа Митрополис“ на улица „Сингрос“.
По време на германската окупация на Гърция във Втората световна война, хотелът е завзет от германското военно управление и мазето му е използвано като място за изтезания. След освобождението Гръцката народна освободителна армия окупира сградата и помества в нея щаба си. След това хотелът работи няколко години, но в 1973 година етажите са запечатани и само приземният етаж остава активен.
В 1983 година е обявен за защитен обект.
В 1994 година зданието е закупено от господин Мантас и по случай избирането на Солун за културна столица, постройката е реновирана в 1997 година.

## Архитектура
Сградата се състои от партер и три етажа. Разрешението му предвижда четири етажа, но до 1997 година са построени само три. Зданието е типичен пример за еклектичния стил, с абсолютна симетрия в осите и отворите, фалшиви пиластри, които визуално разделят сградата на зони и йонийски капители. Рококо висулки подчертават централната ос на входа. Входът се подчертава още повече от наличието на метален навес. Основната ос също е подчертана от отдръпването на стената навътре и създаването на по-голям балкон.